# Delfim Moreira
Delfim Moreira da Costa Ribeiro (ur. 7 listopada 1868, zm. 1 lipca 1920) – brazylijski polityk, urodzony w Cristina w stanie Minas Gerais, którego w latach 1914–1918 był gubernatorem.
Wybrany w 1918 wiceprezydentem Brazylii nie objął urzędu z powodu śmierci prezydenta elekta i zarazem byłego prezydenta (1902–1906) Rodriguesa Alvesa.
Zgodnie z konstytucją został wtedy nowym prezydentem na czas kadencji zmarłego elekta. Nie sprawował jednak efektywnej władzy, która znalazła się w rękach ministrów, gdyż cierpiał na poważne problemy psychiczne. Skorzystał więc z opcji konstytucyjnej, która pozwalała na rozpisanie wyborów przedterminowych na dokończenie kadencji.
Po wyborze Epitácio Lindolfo da Silva Pessoa zajął miejsce wiceprezydenta; funkcję sprawował do śmierci w roku następnym. Zmarł w Santa Rita do Sapucaí w Minas Gerais.